# Virginia Oldoini
Virginia Elisabetta Luisa Carlotta Antonietta Teresa Maria Oldoini, di nobili origini, coniugata Verasis Asinari e storiograficamente nota come Contessa di Castiglione (Firenze, 23 marzo 1837 – Parigi, 28 novembre 1899), è stata un'agente segreta italiana.
Cugina di Camillo Benso, conte di Cavour, la sua attività di spionaggio e diplomazia si sviluppò nel contesto di importanti avvenimenti dell’epoca: il Congresso di Parigi del 1856, la seconda guerra d'indipendenza e le trattative di pace della guerra franco-prussiana. Per questa attività e per la sua indole anticonformista ebbe fra gli uomini importanti dell’epoca numerosi amanti, fra cui l’imperatore di Francia Napoleone III.

## Biografia

### La famiglia
Virginia Oldoini nacque in una famiglia altolocata. Il padre, il marchese Filippo Oldoini Rapallini, mondano, ambizioso, nel 1848 fu eletto alla Camera dei deputati del Regno di Sardegna. Fu diplomatico e viaggiò molto, trascurando la famiglia.
La madre di Virginia, Isabella Lamporecchi, era invece toscana ed era legata a Firenze, capitale del Granducato di Toscana, che lasciava raramente. Figlia del noto giureconsulto Ranieri Lamporecchi, il suo salotto era frequentato da aristocratici e intellettuali, fra cui Giacomo Antonelli, nominato cardinale nel 1848 da Papa Pio IX; il giovane Luigi Napoleone, in esilio a Firenze e futuro imperatore di Francia; e Giuseppe Poniatowski, cantante lirico, che discendeva dall’ultimo re di Polonia Stanislao Poniatowski (1754-1833), e che era molto amico di Isabella.

### Infanzia, adolescenza e matrimonio
Virginia Oldoini nacque il 23 marzo 1837 a Firenze, dove la madre aveva desiderato portare a termine la gravidanza, e fu battezzata nell’Oratorio di San Giovanni. Il padre Filippo, nato nel 1817, aveva 20 anni.
Da bambina Virginia dimostrò una spiccata predisposizione all’apprendimento delle lingue e imparò presto il francese, l’inglese e il tedesco. Molto bella fin dall’infanzia, visse l’adolescenza a Firenze in un ambiente cosmopolita e raffinato. Oltre al principe Poniatowski, fu amica e protetta di Matilde Bonaparte, figlia di Girolamo Bonaparte, che in epoca napoleonica era stato re di Vestfalia; e conobbe anche Alexandre Colonna Walewski, figlio naturale di Napoleone Bonaparte e futuro ministro degli Esteri francese.
Con queste premesse Virginia, fu oggetto di interessi sentimentali e Massimo d'Azeglio, che la considerava già “la più bella donna d’Europa”, la raccomandò al conte di Castiglione Francesco Verasis che era rimasto vedovo a 25 anni e ne aveva 28. Influenzata dai genitori, Virginia accettò di sposare Francesco, benché non lo amasse e glielo avesse detto. Ma Francesco considerò questa mancanza di sentimenti come iniziale e momentanea e i due si sposarono il 9 gennaio 1854. Virginia non aveva ancora compiuto 17 anni.
Il sontuoso matrimonio, organizzato dal principe Poniatowski, fu celebrato a Firenze nella cattedrale di Santa Maria del Fiore. Alla cerimonia non partecipò il padre di Virginia, Filippo Oldoini, allora segretario all’ambasciata piemontese a Lisbona. La coppia partì subito per La Spezia e il giorno dopo per Torino. Il mattino del 9 marzo 1855, Virginia ebbe il suo primo e unico figlio: Giorgio.

### L’ingresso nello spionaggio piemontese

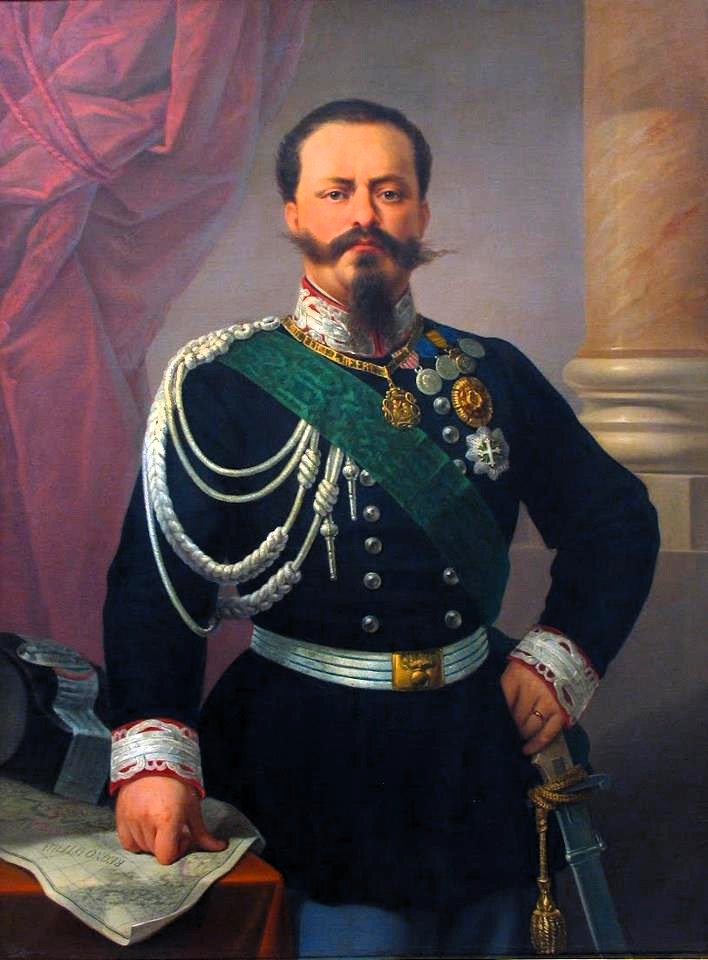
Re Vittorio Emanuele II il 23 novembre 1856 incontrò segretamente la contessa e la convinse a entrare nello spionaggio piemontese

Subito dopo la fine delle ostilità della guerra di Crimea, nella quale il Regno di Sardegna aveva vittoriosamente affiancato la Francia, la Gran Bretagna e la Turchia contro la Russia, Vittorio Emanuele II e Cavour partirono per una visita ufficiale a Parigi e a Londra. Al loro rientro, la contessa di Castiglione fu contattata per un incarico speciale.
L’intermediario fra Vittorio Emanuele II e Virginia fu lo zio di quest’ultima, il generale e aiutante di campo del Re, Giuseppe Cigala. Costui, il 16 novembre 1855, consegnò alla contessa un gioiello che Vittorio Emanuele aveva acquistato a Londra e si dimostrò a conoscenza della difficile situazione economica del marito di Virginia. Successive visite del generale prepararono il terreno per la missione della Castiglione e la sera del 23 novembre, assente Francesco Verasis, Vittorio Emanuele II, accompagnato da Cigala, fece furtivamente visita a Virginia nella sua dimora torinese. Durante l’incontro, che secondo il diario della contessa durò due ore e che si svolse a due, quasi sempre senza Cigala, il Re presentò alla Castiglione la difficile ma promettente situazione del Piemonte le cui sorti si sarebbero giocate al congresso di pace che si andava di lì a poco ad aprire a Parigi. È molto probabile che in quell’incontro segreto Vittorio Emanuele II abbia chiarito a Virginia i termini della missione che l’aspettava nella capitale francese.

### In Francia per il congresso di Parigi

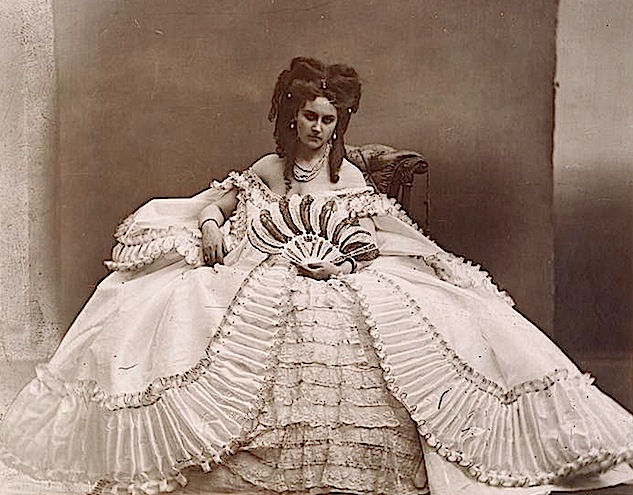
La contessa di Castiglione amava presentarsi ai balli abbigliata in modo scenografico

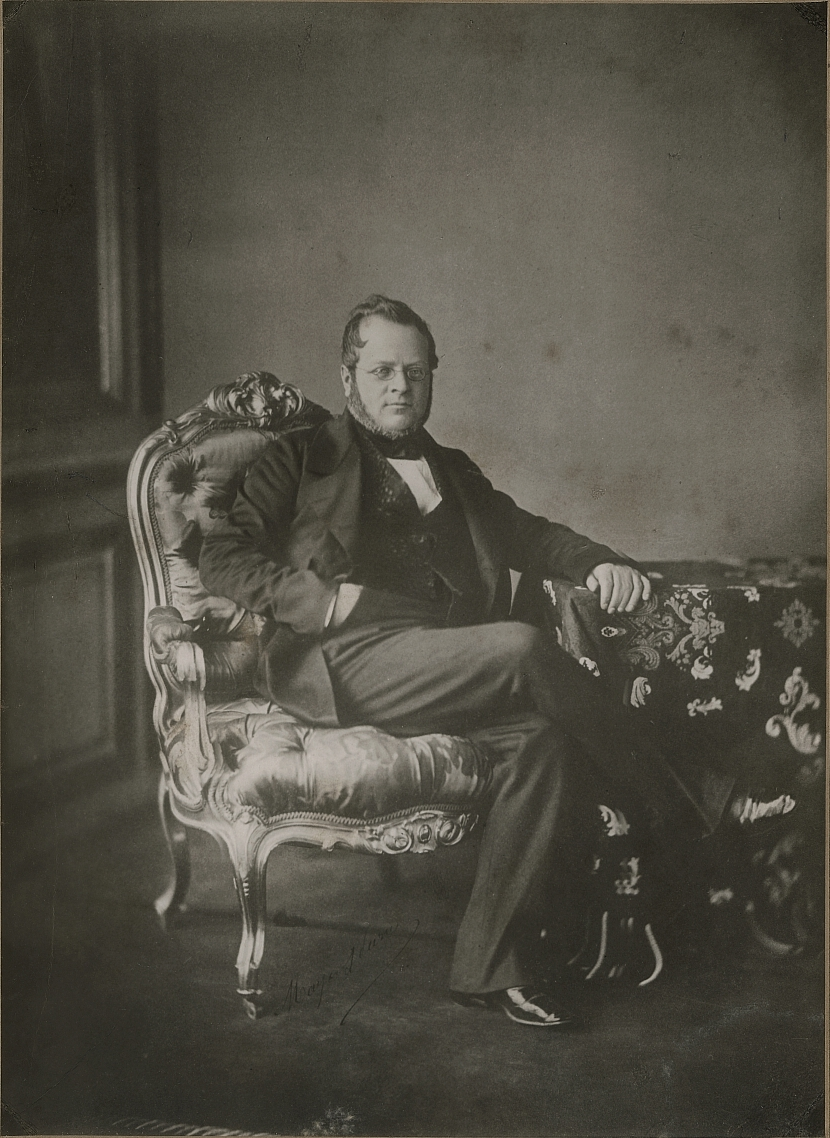
Il conte di Cavour mobilitò la Castiglione nel contesto del congresso di Parigi

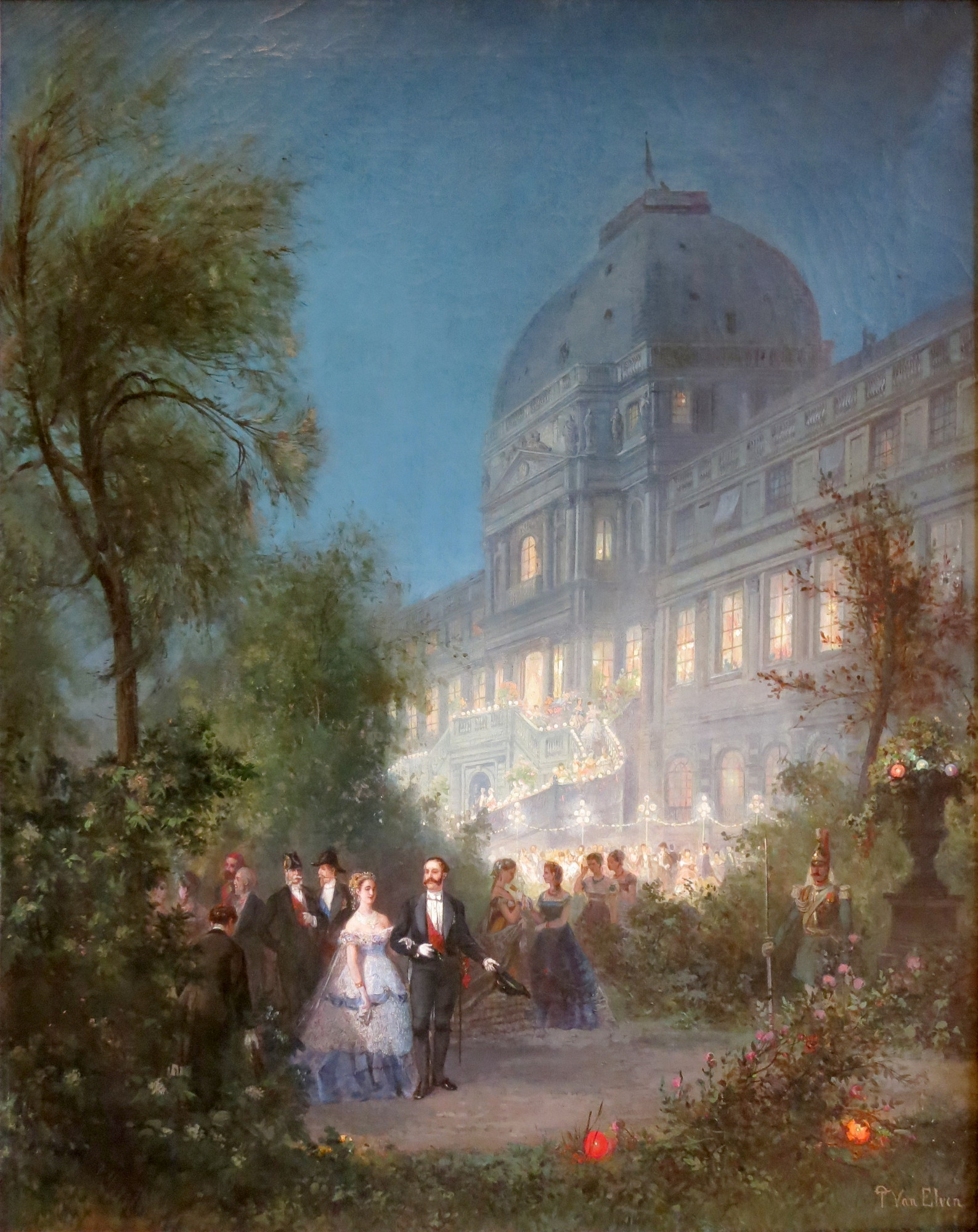
Il Palazzo delle Tuileries negli anni in cui lo abitò Napoleone III

All’inizio del 1856, in vista del congresso che avrebbe dovuto sistemare l’Europa danubiana dopo la sconfitta della Russia nella guerra di Crimea, la contessa di Castiglione arrivò a Parigi. Il suo incarico doveva essere quello di favorire il ruolo del Piemonte nelle trattative che si sarebbero estese alla questione italiana. Il diplomatico piemontese Costantino Nigra e Poniatowski nei giorni che precedettero l’arrivo di Virginia a Parigi ne decantarono la bellezza, così che quando la contessa fece il suo ingresso ad un ballo al Palazzo delle Tuileries l’effetto che provocò fu notevole. Ce ne dà un resoconto il conte savoiardo Clément de Maugny (1798-1859):
(in Petacco, pp. 70-71)
Nei giorni seguenti, il successo della contessa aumentò e si propagò man mano che veniva invitata ai balli che accompagnavano l’apertura dei lavori del congresso. Lo storico Mario Mazzucchelli ci riporta che Napoleone III ne fu turbato, l’imperatrice Eugenia de Montijo allarmata.
Il primo incontro di Virginia con Napoleone III avvenne il 10 gennaio 1856, quando la cugina dell’Imperatore, la principessa Matilde Bonaparte, organizzò una festa in suo onore. Il legame confidenziale di Matilde con Napoleone III doveva assicurare l’entrata della contessa nell’ambiente di corte. La principessa era inoltre una partigiana della fazione italiana e intratteneva ottimi rapporti con l’ambasciatore piemontese a Parigi, Salvatore di Villamarina. Quella sera, quindi, Napoleone III e la contessa di Castiglione si conobbero, ma quest’ultima non riuscì a prevalere sulla personalità dell’Imperatore.
Tuttavia le occasioni di rivincita non mancarono: in pochi giorni Virginia conquistò gli ambienti più altolocati di Francia e ben presto anche l’Imperatore ne fu affascinato. In uno di questi ricevimenti, tenutosi all’ambasciata d’Austria, la Castiglione conobbe anche il potente Charles de Morny, fratellastro di Napoleone III e presidente dell’Assemblea legislativa.
L’ammirazione di Napoleone III per Virginia era ormai palese e a febbraio, grazie all’intervento pressante dell’Imperatore, il Piemonte fu ammesso al congresso alla pari delle grandi potenze, sbaragliando le obiezioni dell’Austria. «Un successo per il raggiungimento del quale Nicchia [nomignolo di Virginia] doveva avere svolto una parte non secondaria» riporta lo storico Arrigo Petacco. E nei giorni di apertura del congresso, fra il 21 e il 25 febbraio, Cavour da Parigi scriveva a Luigi Cibrario che lo sostituiva a Torino: «[…] Vi avverto che ho arruolato nelle file della diplomazia la bellissima contessa di *** invitandola a coqueter [sinonimo di corteggiare] ed a sedurre, ove d’uopo, l’imperatore […] Essa ha cominciato discretamente la sua missione al concerto delle Tuileries d’ieri. Addio.».
Ma il contesto nel quale operò la Castiglione e quella che dovette essere la sua missione ci vengono più chiaramente rappresentati da una lettera a Urbano Rattazzi del 22 febbraio nella quale Cavour scrive:
(in Cavour, p. 254)
E ancora, in funzione antiaustriaca, l’impiego della Castiglione assegnatogli da Cavour nei riguardi del diplomatico russo Aleksej Fëdorovič Orlov, in una lettera a Vittorio Emanuele II del 4 marzo: «[…] Sono in ottimi rapporti con i plenipotenziari russi. Per renderceli del tutto favorevoli ieri sera ho presentato Orloff a Nini [nomignolo francese di Virginia]. Se volesse soltanto civettare un po’ con lui, il nostro affare sarebbe fatto. […]».
A riprova del ruolo di quei giorni sta il fatto che la contessa di Castiglione dispose che tutta la posta arrivata durante il congresso fermo posta per lei fosse recapitata all’ambasciata piemontese. Ma non sono pochi gli storici che hanno considerato sterile il suo impegno diplomatico.
Per il marito era troppo: Francesco Verasis di Castiglione decise di interrompere qualsiasi relazione con la moglie. Trattenne il figlio e tornò a Torino dove riprese la sua occupazione di funzionario di Corte, nel 1857.

### I rapporti con Napoleone III

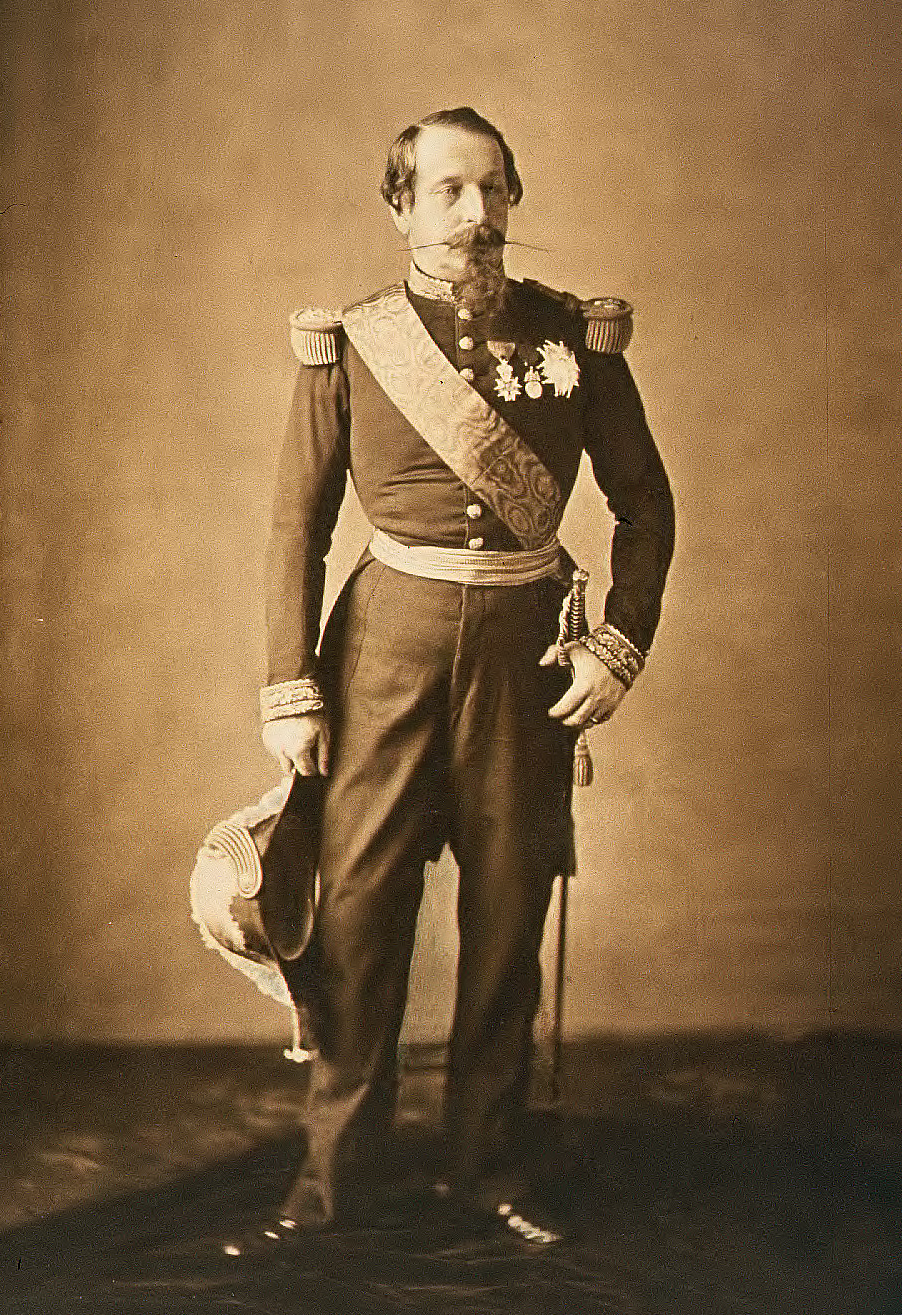
Il rapporto sentimentale di Napoleone III con la Castiglione ebbe il suo apice nell’ottobre 1856

I rapporti della contessa di Castiglione con Napoleone III sono scarsamente documentati perché dopo la sua morte diverse pagine del diario intimo, le sue lettere e altre fonti primarie furono distrutte da funzionari del governo italiano. Tuttavia non tutto è andato perduto. Ad esempio, una lettera scampata al fuoco inviata da Virginia all’Imperatore dimostra i rapporti che intercorrevano fra loro, e il ruolo che ebbe la contessa nel concerto europeo.
Nella lettera si parla di una comunicazione molto importante che Virginia ebbe l’incarico di trasmettere all’Imperatore riguardo all’Italia, ovvero «il Paese cui Napoleone è affezionato», e di un appuntamento in casa Baciocchi per parlare dello stesso argomento. Un luogo sicuro e conosciuto a entrambi, perché Felice Baciocchi aveva sposato Elisa Bonaparte, sorella di Napoleone I.
Quanto al legame sentimentale, i biografi della Castiglione riportano che costei divenne amante dell’Imperatore dopo la chiusura del congresso di Parigi, ovvero nel luglio 1856. Ma in una lettera dell’ambasciatore inglese Henry Cowley inviata durante i lavori del congresso al ministro degli Esteri George Clarendon, si legge che «l’Imperatore è molto interessato alla bellissima Castiglione» e che «questa liaison certamente influisce sulle decisioni dell’Eliseo».
La memorialistica francese ritiene però che il primo o uno dei primi incontri intimi fra Napoleone III e la contessa di Castiglione si consumò nell’ottobre 1856 a Compiègne, dove tutti gli anni si trasferiva la corte imperiale. Le pagine del diario di Virginia di quei giorni sono state distrutte, ma la marchesa di Tiesey-Chatenoy conservò la memoria dell’incontro così come le fu raccontato dalla Castiglione.
Né Virginia si fece troppi scrupoli a diffondere la notizia che era divenuta amante di Napoleone III. Secondo il sovraintendente alle belle arti e memorialista Horace de Viel-Castel (1802-1864) l’Imperatore donò alla Castiglione, quale pegno d’amore, un anello con smeraldo del valore di centomila franchi. All’interno dell’anello Napoleone aveva fatto incidere un ingenuo codice segreto: “VNIARPGOILNEIOEN” (le lettere di “Virginie” e “Napoleon” intervallate fra loro), e altrettanto ingenuamente la Castiglione lo esibiva in pubblico.

### I fatti di avenue Montaigne

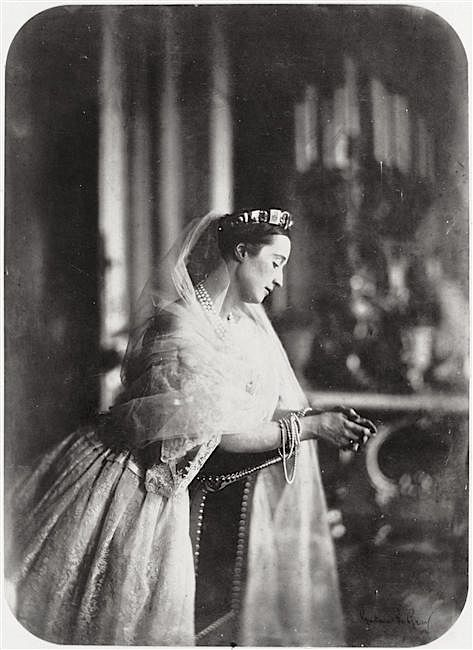
L’opinione pubblica attribuì alla consorte di Napoleone III, Eugenia de Montijo, la macchinazione di avenue Montaigne

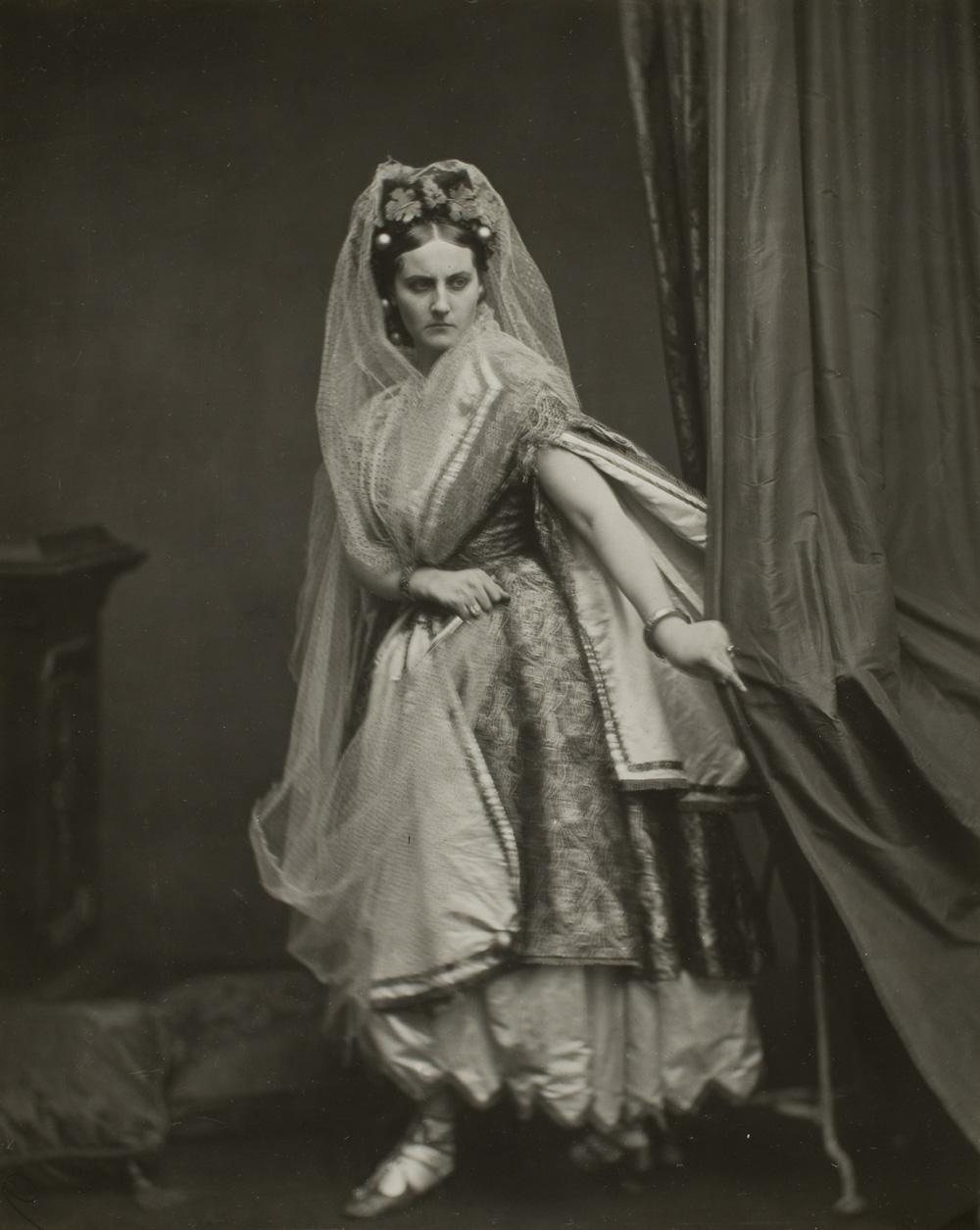
Dopo i fatti di avenue Montaigne Virginia subì un interrogatorio, durante il quale urlò: «Quella spagnola la pagherà cara!»

Il cambiamento di posizione presso Napoleone III, comportò per la contessa di Castiglione un emolumento di cinquantamila franchi mensili che venivano in parte spesi per sostenere il dispendioso stile di vita e in parte depositati nella banca di Rothschild. La posizione economica della Castiglione mutò radicalmente, ciò che le consentì di trasferirsi da rue Castiglione 10 alla sontuosa dimora di avenue Montaigne 28, nella zona degli Champs Élysées. Tale residenza aveva la particolarità di un secondo ingresso riservato dal giardino.
Sfruttando questa possibilità, la sera del 2 aprile 1857, l’Imperatore, scortato dal generale Émile Félix Fleury e dall’agente segreto Giacomo Griscelli si recò da Virginia. Ma appena furono fatti entrare dalla cameriera della contessa, ai tre si parò davanti nella semioscurità un uomo che Griscelli, nel timore volesse attentare alla vita dell’Imperatore, pugnalò al cuore uccidendolo. Immediatamente Napoleone III tornò alle Tuileries.
Non si seppe mai chi quella sera tramò nell’ombra o finse di farlo per provocare uno scandalo. Fatto sta che l’opinione comune attribuì all’imperatrice Eugenia, gelosa della Castiglione, la macchinazione che doveva simulare un attentato al marito a casa di Virginia e rovinarla. Griscelli avrebbe invece agito autonomamente, uccidendo maldestramente il finto attentatore (tale Cappellani).
Il processo che si celebrò per il presunto attentato a Napoleone III coinvolse il piacentino Paolo Tibaldi (1824-1901), mazziniano, il cesenate Paolo Grilli e il bolognese Giuseppe Bartolotti. Arrestati, furono tutti condannati. Il primo all’ergastolo, gli altri due, che risultarono avere incassato 50 marenghi per la loro opera, a quindici anni. Virginia se la cavò con un pesante interrogatorio, durante il quale la si udì urlare riferita all’Imperatrice: «Quella spagnola la pagherà cara!».
Il funzionario dell’ambasciata piemontese Costantino Nigra, che intanto era divenuto amante della Castiglione, intervenne in sua difesa. Ma, a detta di Virginia, l’imperatrice Eugenia aveva fatto stilare tre rapporti contro di lei e la contessa fu costretta, qualche giorno dopo, a lasciare Parigi.

### L’esilio a Londra, Torino e Dieppe

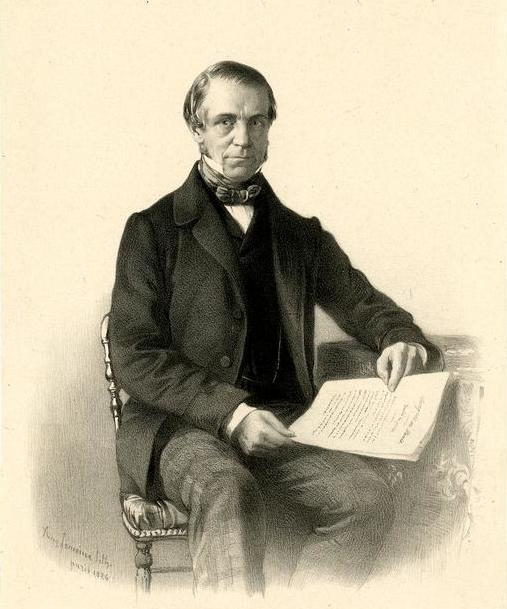
L’ambasciatore inglese Henry Cowley riconobbe l’influenza della Castiglione su Napoleone III al congresso di Parigi

Dopo i fatti di avenue Montaigne a Parigi, nell’estate del 1857 la Castiglione si ritirò a Londra. Avevano chiesto di accoglierla nella loro tenuta in un sontuoso parco alla periferia della capitale il barone Henry Holland (1802-1859) e la di lui consorte Mary (1812-1889). Il barone Henry era stato diplomatico a Firenze fra il 1839 e il 1846, aveva conosciuto Virginia bambina e il loro rapporto d’amicizia era rimasto immutato. La sua dimora era al centro della vita mondana londinese ed era frequentata anche da esponenti della sobria corte della regina Vittoria.
Ma Virginia era in difficoltà. Conseguenza dell’allontanamento da Parigi, fu per lei la perdita dell’appannaggio imperiale, ciò che la fece precipitare in problemi finanziari. Riuscì tuttavia a stringere rapporti con il pretendente al trono di Francia, il duca Enrico d’Orleans che la invitò nel suo palazzo di Twickenham, dove la Contessa fece degli inutili tentativi per conquistarlo. E sebbene fosse riuscita invece a sedurre il suo discepolo, il parlamentare orleanista Louis Charles Estancelin (1823-1906), decise di tornare in Italia.
Sul finire del 1857, quindi, la Castiglione tornò a Torino, dove non fu ben accolta, decise di non saperne più del marito e si ritirò in collina, a Villa Gloria. Vittorio Emanuele II provvide a remunerarla con dodicimila franchi l’anno e le fu affidato il figlio Giorgio. Il pessimismo la pervase e, benché fosse poco più che ventenne, si atteggiava a donna anziana.
Qualche mese dopo decise di evadere dalla sua nuova vita e tornò in Francia, proprio nel periodo in cui Cavour e Napoleone III preparavano quelli che sarebbero stati gli accordi di Plombières che avrebbero portato, poi, alla seconda guerra d'indipendenza. Controllata dalla polizia e probabilmente dallo stesso Imperatore, Virginia trascorse l’estate del 1857 a Dieppe, mondano luogo di villeggiatura, dove il suo amico Louis Estancelin possedeva un castello. Cionondimeno si spostava di tanto in tanto a Torino e a Parigi: l’esilio stava terminando.

### Spionaggio finanziario

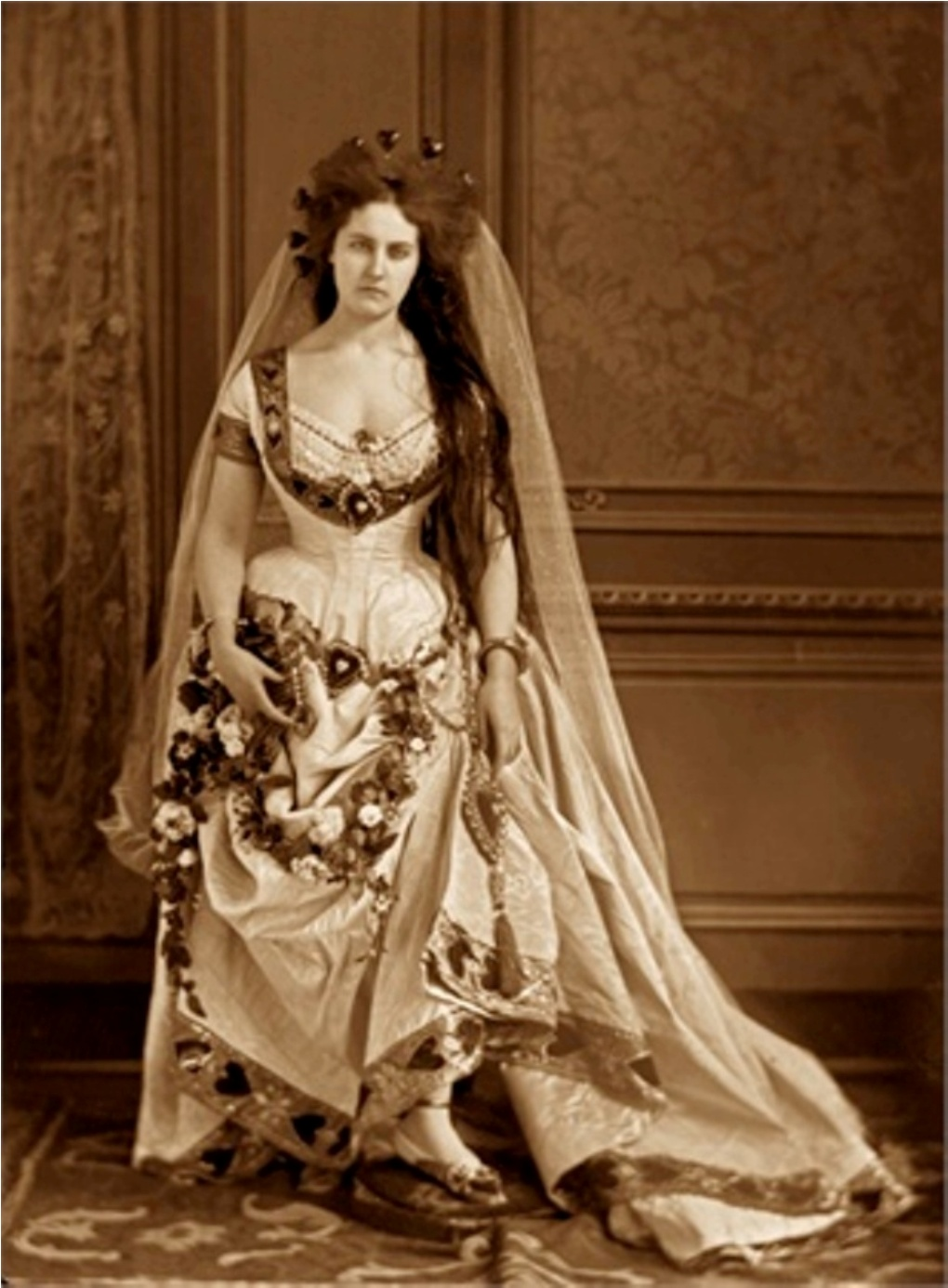
La Castiglione ottenne per lei e per i Rotschild importanti guadagni grazie alla sua attività di spionaggio

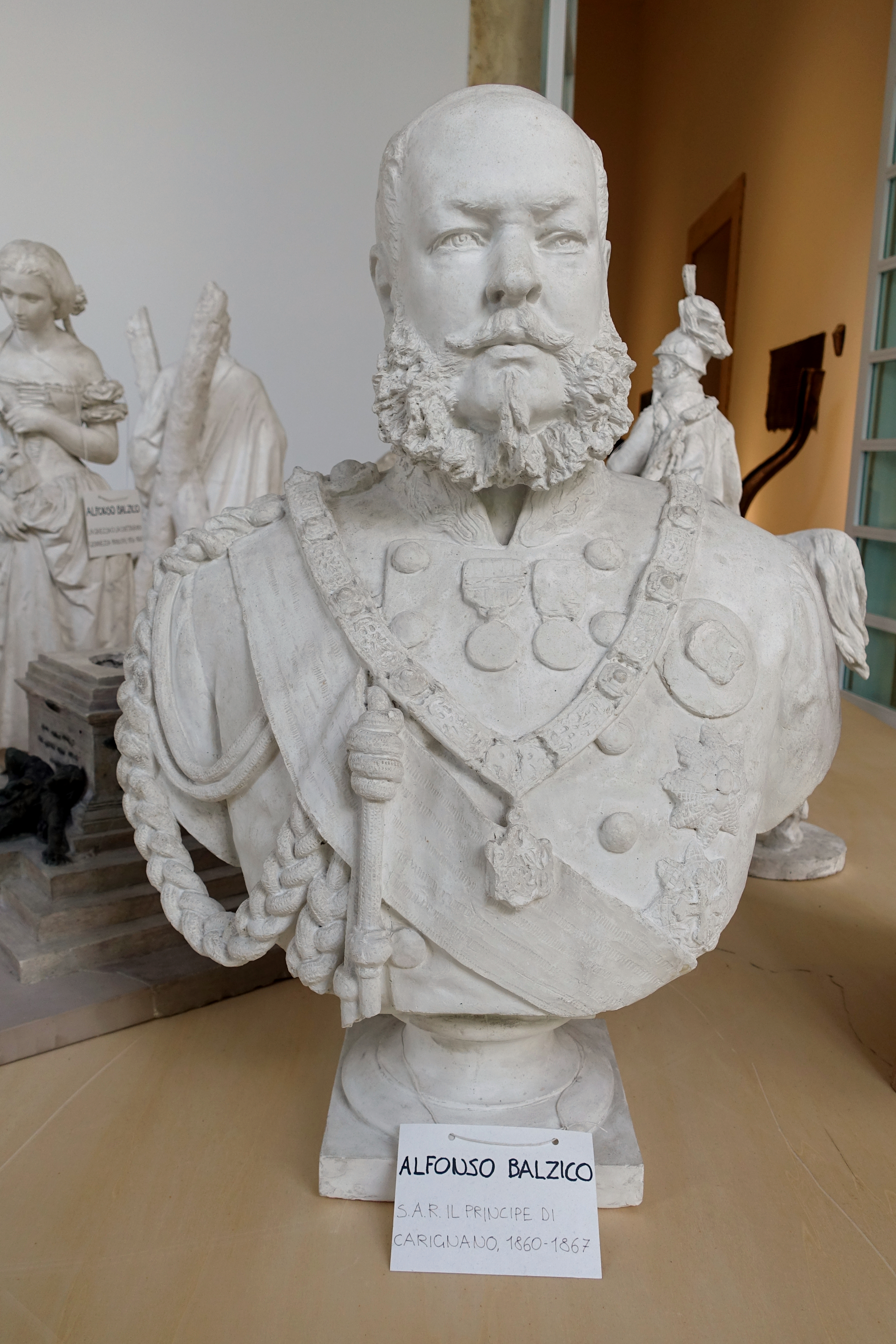
Gli stretti rapporti della Castiglione con il principe di Carignano le consentirono l’accesso alla corte di Torino

Lo scoppio della seconda guerra d’indipendenza, nell’aprile del 1859, trovò la contessa di Castiglione a Villa Gloria a Torino, divenuta amante di due personaggi che le avrebbero fornito importanti informazioni sull’andamento del conflitto: lo zio Giuseppe Cigala, aiutante di campo del Re di Sardegna ed Henri de La Tour d'Auvergne (1823-1871) alto funzionario dell’ambasciata francese a Torino. Secondo lo storico Guido Repigné, la Castiglione sfruttò queste amicizie per ottenere in anticipo informazioni utili a speculare in Borsa e conseguire importanti guadagni, soprattutto al servizio della Banca Rothschild.
Secondo Repigné, la contessa di Castiglione con questa attività di spionaggio divenne ricca. Fatto sta che in quel periodo rinnovò l’affitto di una villa a Dieppe, e, poiché il decreto d’espulsione francese sembrava dimenticato, fittò un sontuoso appartamento a Parigi in via Marivaux 13, e una tranquilla villa nel periferico quartiere di Passy. Ma nel giugno 1859 ella si era prodigata anche nell’assistenza ai feriti della guerra a La Spezia; attività che condusse al fianco dell’amica inglese Lady Ely.
Tuttavia, se a Parigi l’imperatrice Eugenia le impediva un rientro a corte, a Torino i suoi rapporti con i Savoia miglioravano. La circostanza che la fece tornare definitivamente alla ribalta fu lo stretto rapporto, d’affari e d’amore, con Eugenio, principe di Carignano, un lontano cugino del Re. Inoltre ci fu un risveglio d’interesse da parte di Cavour che volle intercedere per lei convincendo Vittorio Emanuele II nell’estate del 1860 ad assegnarle un appartamento nella Reggia a Torino. Ma l’ambizione principale della Castiglione era di rientrare alla corte di Francia.

### Il rientro a Parigi

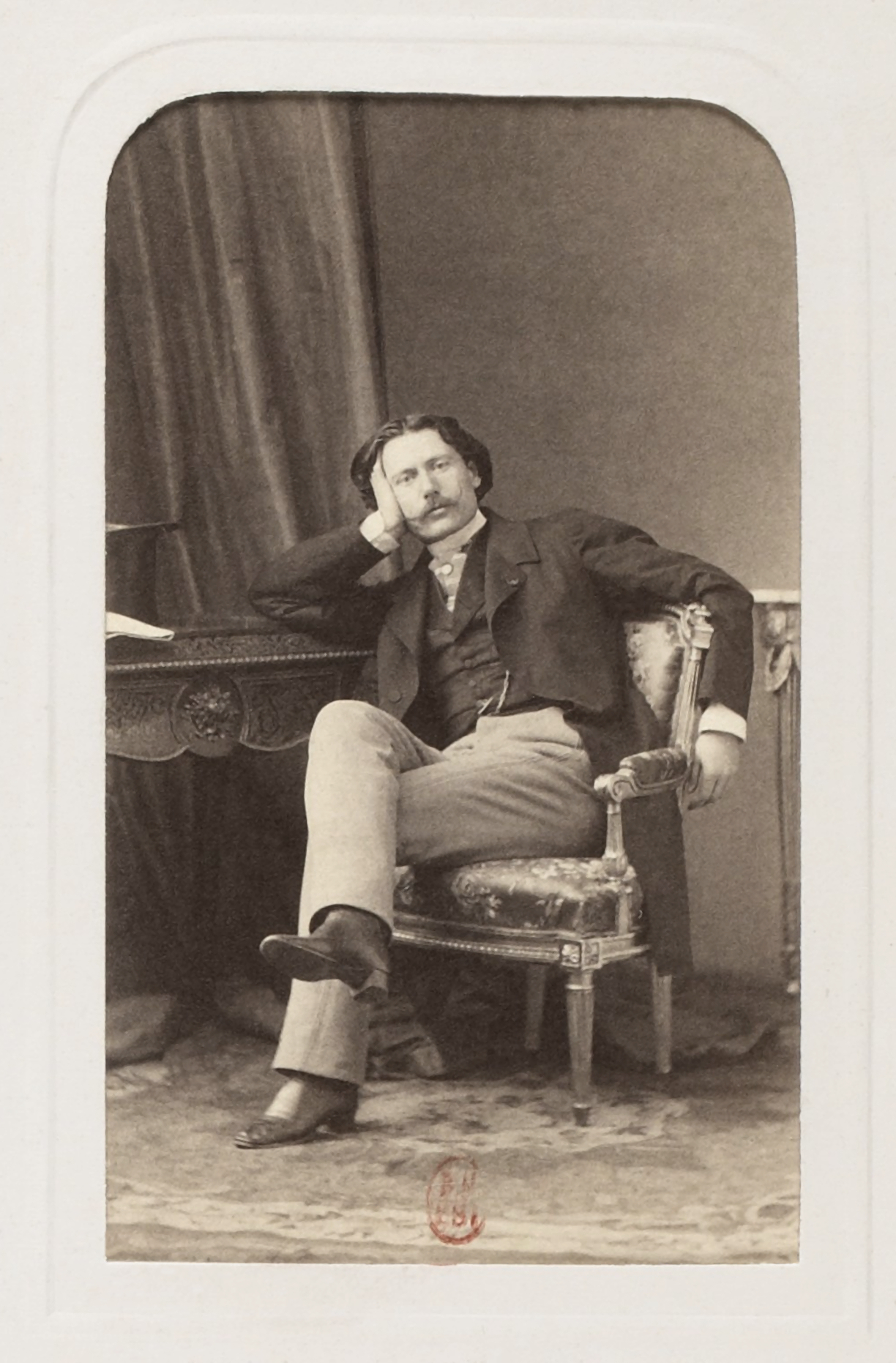
Il diplomatico piemontese Costantino Nigra fu protettore, amante e sostenitore della Castiglione a Parigi

Determinata a riallacciare i rapporti con Napoleone III, Virginia di Castiglione decise di servirsi dell’amico Poniatowski, di cui era divenuta amante. Costui, attraverso l’ultimo fratello di Napoleone I, Girolamo Bonaparte riuscì a procurare alla Contessa un incontro con Napoleone III. Due anni dopo, ovvero nel 1862, Virginia rientrava finalmente con il figlio a Parigi.
Alloggiata nel villino di rue Nicolo 51, la Castiglione si procurerà di non dare troppo nell’occhio e di condurre una vita appartata. Anche se con prudenza, tuttavia, riceveva numerosi amanti fra le persone più altolocate e benestanti di Parigi, mentre il marito Francesco si riduceva alla rovina favorendo Poniatowski che ne acquistava tutti gli averi. Così, gradualmente, Virginia, in attesa di rientrare alle Tuileries, ricominciò ad avere contatti sia con le persone che contavano, sia con intraprendenti ufficiali. Dopo un soggiorno in Inghilterra, nell’estate 1862, tornò a Torino dove ricevette per un incontro galante il neo re d’Italia Vittorio Emanuele II. In agosto, a La Spezia, conquistò il conte Emilio Faà di Bruno e poi sedusse Guglielmo Acton: due famosi ufficiali di Marina, il primo dei quali morirà eroicamente nella battaglia di Lissa.
Ma l’idea determinante che portò la Castiglione qualche mese dopo a rientrare nella corte francese fu quella di commuovere, con la sua storia di donna abbandonata dal marito, monsignor Bernard Bauer (1829-1902), consigliere spirituale dell’imperatrice Eugenia. Complice Costantino Nigra, i due ordirono la tela grazie alla quale Virginia, dopo essere divenuta l’amante del fratello di Bauer, il banchiere Ignazio, riuscì a convincere Eugenia che sarebbe potuta rientrare alle Tuileries. L’occasione si presentò il 9 febbraio 1863, quando, in occasione di un ballo in maschera al palazzo reale, la Castiglione si presentò vestita da “Regina d’Etruria”.

### I rapporti con Vittorio Emanuele II

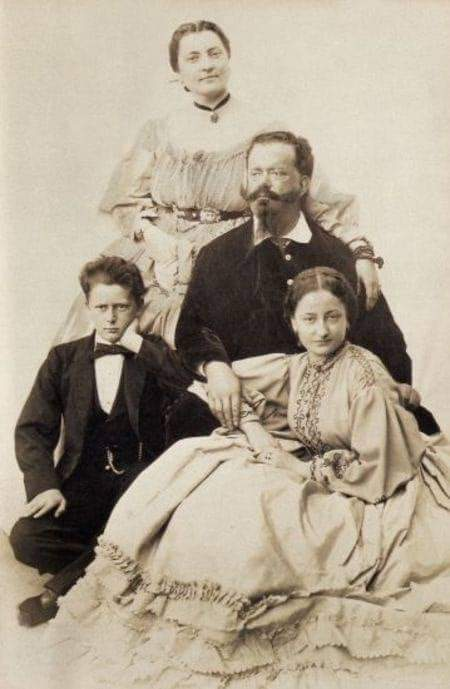
La Castiglione tentò invano di distogliere Vittorio Emanuele II dalla sua passione per Rosa Vercellana, qui ritratta con il Re e con i loro due figli

Qualche anno dopo, in Italia si verificarono una serie di eventi luttuosi in occasione delle nozze fra il principe Amedeo d’Aosta, secondo genito di Vittorio Emanuele II, e Maria Vittoria dal Pozzo della Cisterna, il 30 maggio 1867. Quel giorno, il corteo reale che da Torino doveva raggiungere Stupinigi fu funestato da suicidi e morti accidentali, fra cui quella di Francesco Verasis, consorte quarantenne della contessa di Castiglione che, probabilmente vittima di un colpo di sole, cadde da cavallo e fu travolto dalla carrozza del Re. La morte di Verasis, il quale aveva già esplicitato l’intenzione di uccidersi, fu accolta negli ambienti aristocratici piemontesi come l’insano gesto di un innamorato che non sopportava di essere tradito dalla sua amata. Virginia non lo pianse e poche settimane dopo la morte del marito si attivò per vendere i suoi oggetti.

Rimasta vedova a trent’anni, la Castiglione fu incoraggiata dalle circostanze a proseguire il suo stile di vita. Lo storico Gianni Fazzini, ad esempio, non ha dubbi sul fatto che Vittorio Emanuele II sia stato amante della Contessa. Così come lo storico Arrigo Petacco: 
(in Petacco, p. 201)

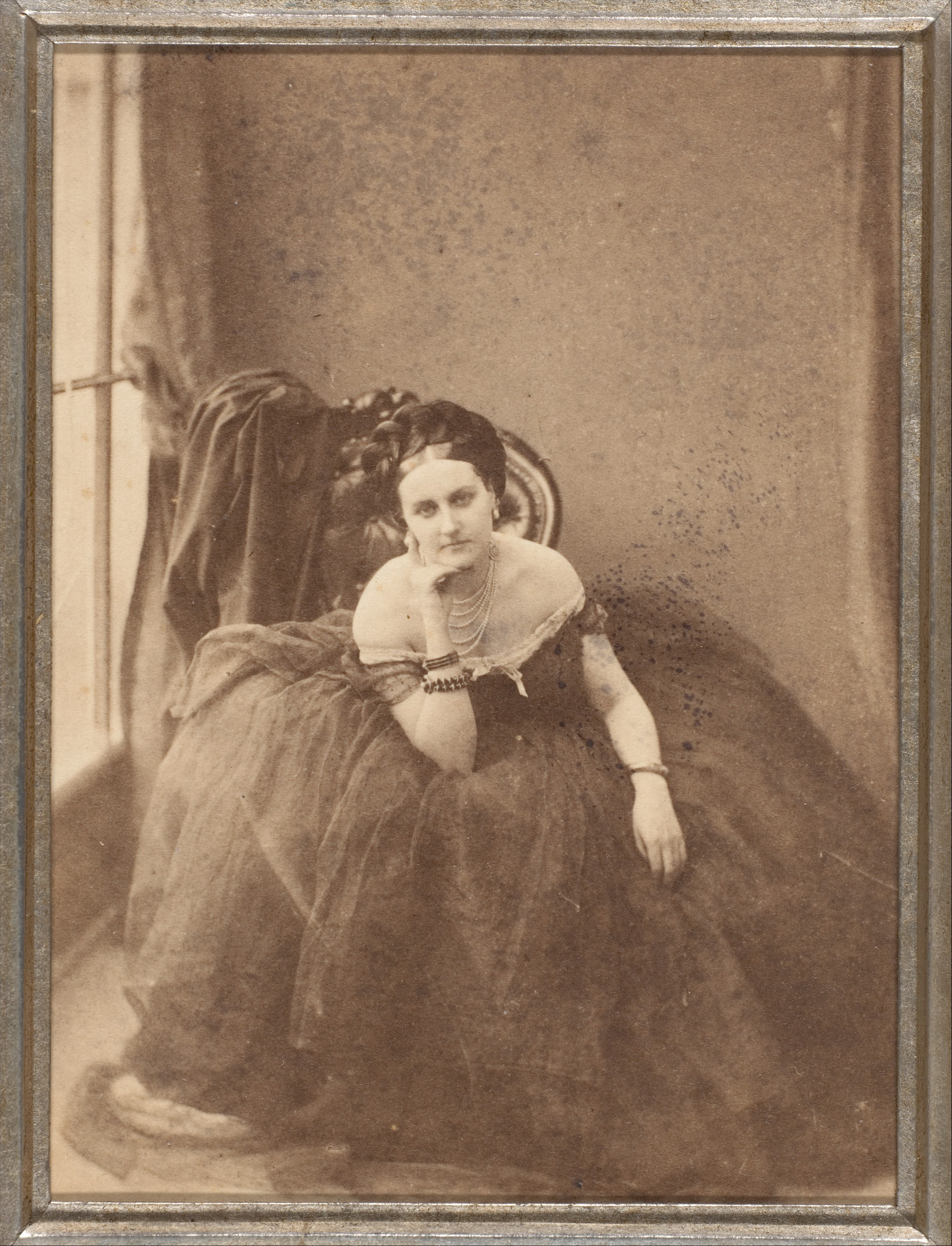
Quando la contessa di Castiglione si trasferì nella capitale Firenze, re Vittorio Emanuele II le raddoppiò l’appannaggio e pagò tutti i suoi debiti

Nel 1865 la capitale del Regno d’Italia era passata da Torino a Firenze e Vittorio Emanuele II e la contessa di Castiglione si trasferirono entrambi nella città toscana. Qui il Re, vedovo dal 1855, coltivava ormai esplicitamente la sua passione per Rosa Vercellana, una donna del popolo che aveva conosciuto nel 1847, da cui aveva già avuto due figli e che voleva sposare. Questa situazione aveva fatto nascere contro la popolana un partito secondo il quale il matrimonio avrebbe intaccato il prestigio di Casa Savoia. Il paventato matrimonio con la Bela Rosin, come veniva chiamata la Vercellana, fu quindi contrastato invogliando la Castiglione a stringere i rapporti con il Re e allontanare la Vercellana.
Ma se Vittorio Emanuele II divideva il suo affetto con la Bela Rosin, la contessa di Castiglione aveva conquistato il ricco sessantenne imprenditore Ferdinand de Lesseps, il futuro costruttore del Canale di Suez, che aveva conosciuto a Parigi e che la implorava di raggiungerlo in Turchia. La Castiglione decise quindi di usare Lesseps per chiedere al Re oltre a del danaro e di abitare alla palazzina dell’Annalena, a Firenze, altrimenti sarebbe partita per Costantinopoli. Vittorio Emanuele le rispose che sarebbe stato sconveniente sfrattare chi abitava all’Annalena e le propose un appartamento di dodici camere in piazza Pitti. Virginia accettò e rimase in Italia.
Ebbe allora inizio, intorno al 1867, fra il Re e la contessa di Castiglione una relazione molto stretta, durante la quale Vittorio Emanuele II le raddoppiò l’appannaggio, provvide a sistemarle il figlio in uno dei collegi più prestigiosi e le pagò tutti i debiti che aveva copiosamente contratto. I due si scrivevano frequentemente e spesso il Re invitava Virginia a partecipare ai suoi viaggi. Ma spesso i due litigavano a causa del carattere della sofisticata Contessa che alla fine non riuscì a distogliere Vittorio Emanuele dalle braccia della Vercellana, della quale il Re apprezzava la buona cucina, la semplicità dei modi e l’amore disinteressato. Pertanto, di fronte alla richiesta della Castiglione di scegliere, Vittorio Emanuele II scelse la Bela Rosin. Colpita nel suo orgoglio, Virginia lasciò Firenze e, dopo un breve viaggio in Gran Bretagna, tornò in Italia nella sua casa di La Spezia.

### Roma e la guerra franco-prussiana

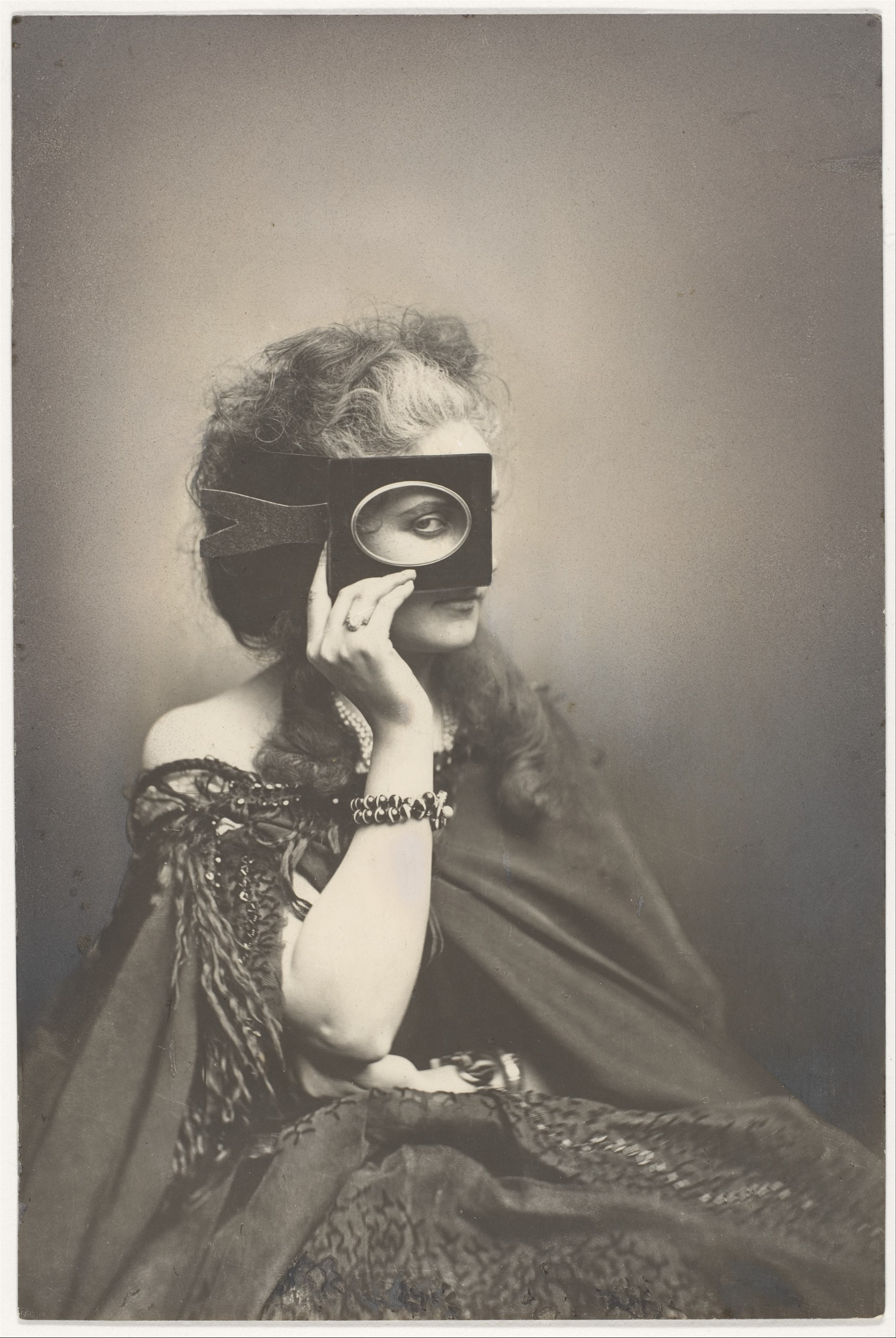
Un famoso ritratto fotografico della contessa di Castiglione

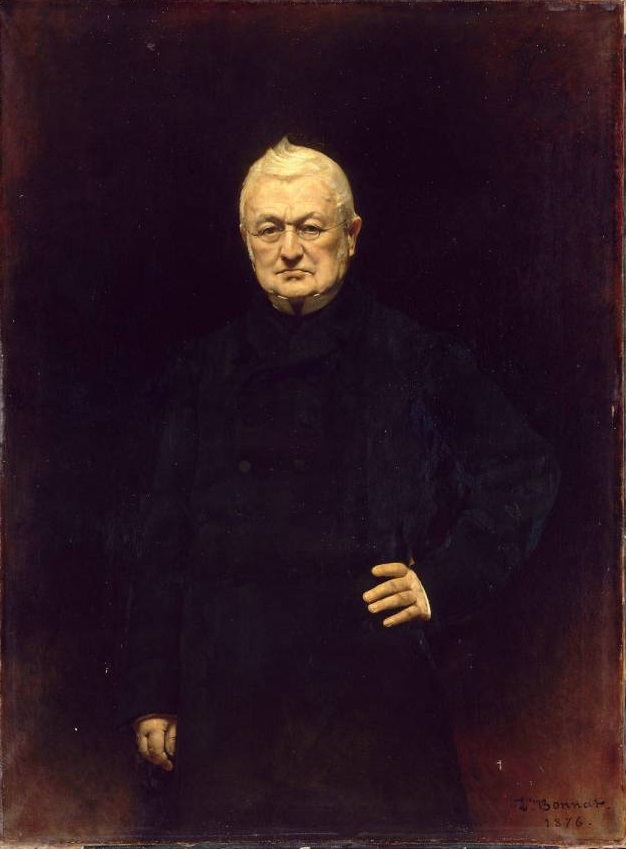
Dopo l’armistizio Adolphe Thiers scrisse alla Castiglione: «Non dimenticherò mai cosa avete fatto a Firenze nell’interesse della nostra povera Francia malridotta»

Nella città ligure, nel novembre 1869, la contessa di Castiglione ricevette due cattive notizie: re Vittorio Emanuele II si era sposato con Rosa Vercellana, e Lesseps con Louise-Hélène Autard de Bragard (1848-1909), una creola ventunenne. Delusa, decise ancora una volta di rifugiarsi a Parigi.
In Francia intanto si andava preparando la guerra franco-prussiana, che avrebbe portato alla fine del Secondo Impero. A causa di una disputa sulla successione al trono della Spagna, la Francia fu provocata dalla Prussia e le dichiarò guerra. Ben presto però altri stati tedeschi appoggiarono la Prussia contro Napoleone III, il cui esercito fu sconfitto alla battaglia di Sedan, dopo la quale l’imperatore fu fatto prigioniero. A Parigi, intanto, scoppiava la rivoluzione contro la monarchia che porterà alla Comune e alla guerra civile.
La contessa di Castiglione fu travolta dagli eventi e dovette scappare a La Spezia, dove arrivò ai primi di settembre del 1870. In Italia, intanto, la Francia continuava a proteggere l’autonomia dello Stato Pontificio. Ma gli eventi bellici volgevano al peggio per Parigi e gli italiani ne approfittarono per organizzare la presa di Roma: un altro e importante passo verso l’unità nazionale. Rimessasi al servizio di Nigra, Virginia si attivò affinché papa Pio IX non capisse il pericolo imminente e non fuggisse dal Vaticano: «Continui a illudere il Vecchio [il Papa] con molta buona grazia e sotto l’apparenza della devozione più fervida…» le scrisse Nigra. In futuro la Contessa ostenterà un medaglione d’oro con dedica donatole da Pio IX e numerose lettere scritte a lei dal Pontefice.
Tuttavia, l’azione diplomatica di Virginia più impegnativa del periodo fu quella che l’avrebbe vista protagonista dell’incontro che porterà all’armistizio tra la Francia, sull’orlo della sconfitta, e la Prussia. Quando infatti Adolphe Thiers, futuro primo presidente della Terza Repubblica francese, si recò a Firenze per chiedere aiuto all’Italia, la contessa di Castiglione lo introdusse negli ambienti che contavano, ma il governò italiano, sostanzialmente, rifiutò ogni sostegno. Sfruttando la sua vecchia amicizia con la Contessa, allora, Thiers le chiese di contattare il cancelliere prussiano Otto von Bismarck per addivenire ad un armistizio, e chiese all’ambasciatore francese in Italia, Léon Clery (1831-1904) di mettersi a disposizione di Virginia.
Quest’ultima si attivò in modo febbrile per la pace: difendendo le ragioni della Francia con i tedeschi (scrisse perfino a Bismarck e a Guglielmo I) e insistendo con i francesi ad accettare la sconfitta. L’ambasciatore prussiano in Italia, Joseph Maria Anton Brassier de Saint-Simon-Vallade (1798-1872), che era divenuto nel frattempo suo intimo amico, alla fine le comunicherà: «Bismarck ha deciso di incontrare Thiers». È difficile stabilire quale sia stato l’apporto diplomatico della Contessa e alcuni storici sono scettici. Ma quando la guerra fu finita e la Francia cominciò a riprendersi, Thiers, ora presidente della Repubblica, in una lettera alla Castiglione auspicò il suo rientro a Parigi assicurando: «Potrete sempre contare sul mio aiuto e sulla mia antica amicizia: non dimenticherò mai cosa avete fatto a Firenze nell’interesse della nostra povera Francia malridotta».

### Il declino e gli ultimi tempi

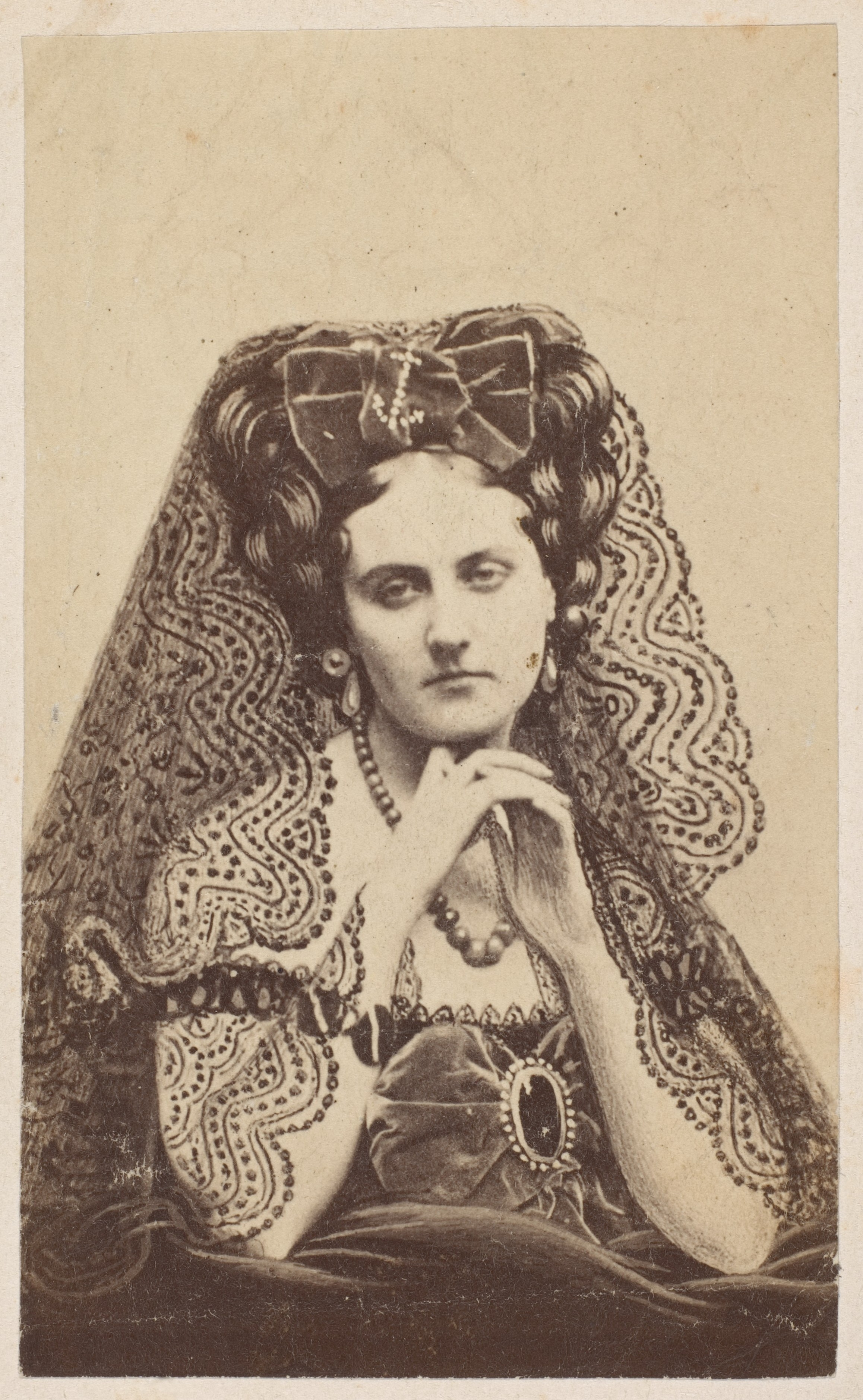
La Castiglione fu più volte derubata e saccheggiata dei documenti riservati che testimoniavano le sue relazioni con le personalità del tempo

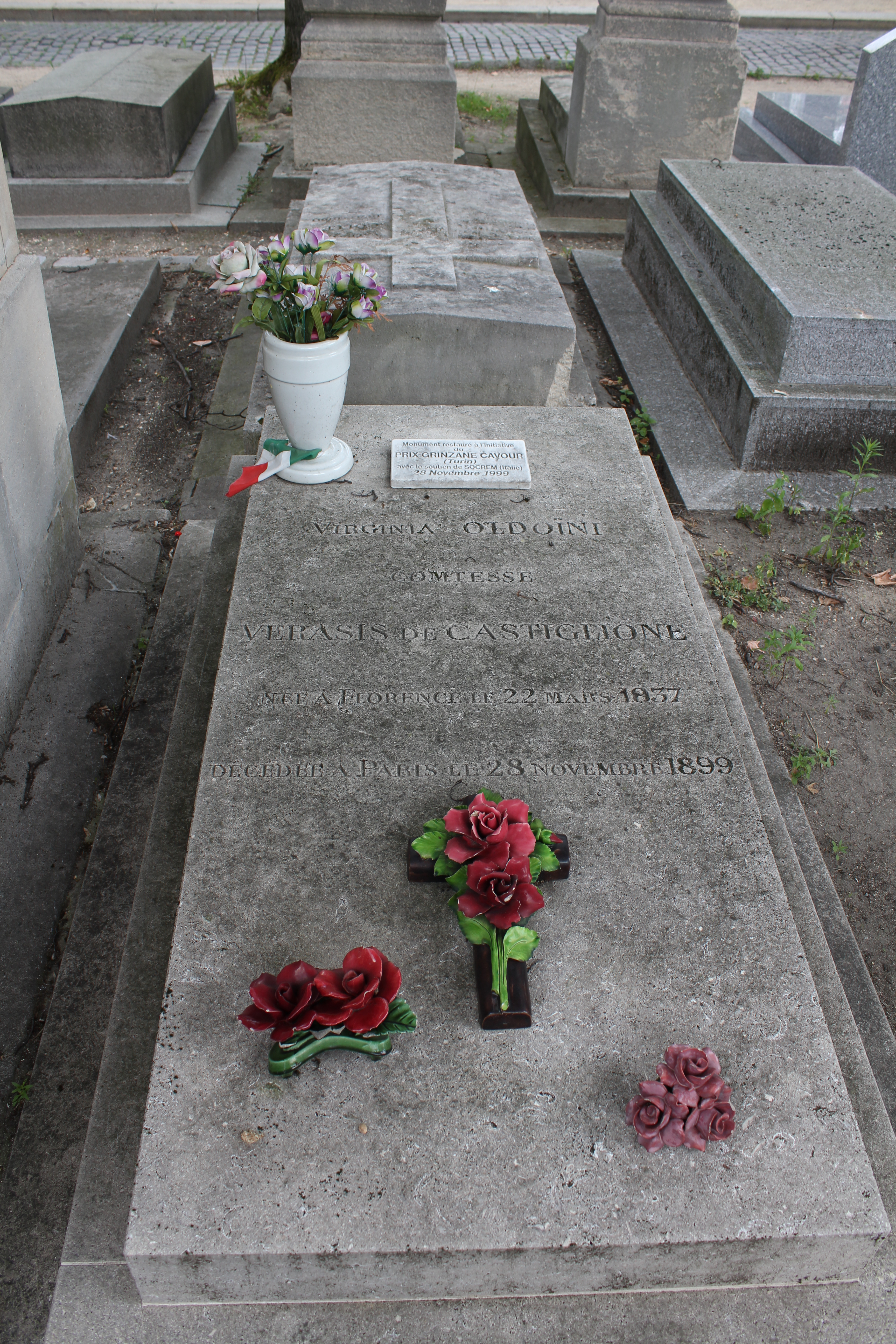
La tomba della contessa di Castiglione al cimitero di Père-Lachaise a Parigi

La morte della madre segnò l’inizio del declino di Virginia. Dopo essersi ammalata all’inizio del 1872, Isabella Lamporecchi morì, assistita amorevolmente dalla figlia, il 9 marzo dello stesso anno a La Spezia e fu sepolta nel locale cimitero dei Boschetti. All’inizio dell’anno seguente la contessa di Castiglione tornò a Parigi. Nella capitale francese la situazione politica era completamente cambiata e nonostante Virginia vantasse l’amicizia del presidente della Repubblica Thiers, si impegnò ingenuamente nel ripristino della Monarchia. Invogliò invano sia il duca d’Aumale Enrico d'Orléans che il fratello Roberto a prendere il potere, e anche il tentativo di finanziare la Restaurazione presso la Banca Rothschild fallì miseramente, così come il suo sogno di diventare regina.
Virginia dovette rifarsi una vita e, insieme alla sua ultima e probabilmente la sua più sincera conquista riuscì a mettere insieme, ancora una volta, una fortuna. In quel periodo, infatti, si innamorò di Paul de Cassagnac, un giornalista con il quale intraprese delle fortunate speculazioni economiche. A rompere l’idillio fu il figlio di lei, Giorgio, che nel novembre 1874 le rubò le lettere degli uomini di Stato con i quali aveva avuto rapporti (di Vittorio Emanuele II, di Napoleone III, ma anche di Cavour, di Nigra, di Bismarck, di Rothschild e altri) e i libri dei cifrari segreti con i quali si potevano decrittare alcuni dei documenti. Ricattando la madre, il diciannovenne Giorgio ottenne la piena libertà d’azione e di disporre di tutte le rendite che gli erano state assegnate. In cambio restituì le lettere che, assicurò, non erano state diffuse.
Dopo questa disavventura, la contessa di Castiglione si ritirò, nel dicembre 1876, nel suo nuovo appartamento al numero 26 di Place Vendôme, a Parigi e lì iniziò una vita sempre più riservata, fin quando non morì il padre, il marchese Filippo Oldoini, il 19 gennaio 1889. Costui, che versava in precarie situazioni economiche, aveva lasciato molti creditori, per cui il tribunale di Sarzana mise all’asta tutti i suoi beni. Precipitatasi a La Spezia, la contessa di Castiglione riacquistò a caro prezzo i possedimenti appartenuti alla famiglia e riuscì a pagare tutti i creditori.
Ma fu da quel periodo, intorno al 1890, che la mente di Virginia cominciò a vacillare. In quegli anni subì alcuni furti nei luoghi dove conservava le lettere: nel suo appartamento a La Spezia e in una casa colonica. Nulla di valore materiale fu toccato: chi agì era interessato solo alle lettere che furono bruciate sul posto. Alla notizia, la contessa di Castiglione ne rimase sconvolta: importanti documenti storici erano stati distrutti e il fascicolo con l’istruttoria dell’atto vandalico, anni dopo, non fu più ritrovato. Fu l’inizio della fine. Con la mente offuscata (che la spingeva a uscire di notte vestita nei modi più stravaganti) Virginia morì nel suo appartamento di Parigi il 28 novembre 1899 per apoplessia cerebrale. Aveva 62 anni.
Dopo il funerale, al quale parteciparono pochi amici, la sua casa di Parigi e quella di La Spezia furono fatte oggetto di perquisizioni da parte delle autorità che diedero alle fiamme ciò che rimaneva dei documenti riservati della Contessa. La sua salma fu sepolta dov’è tuttora: nel cimitero parigino di Père-Lachaise.

## Influenze sulla cultura

### Cinema
- La contessa Castiglione (1942), regia di Flavio Calzavara, interpretata da Doris Duranti.
- La contessa di Castiglione (1954), regia di Georges Combret (1906-1998), interpretata da Yvonne De Carlo.
- La comtesse de Castiglione (2010), regia di David Lodge, film sperimentale, cortometraggio.
- La Séance (La Sessione) (2015), regia di Edouard de La Poëze, con Fanny Ardant, cortometraggio.

### Televisione
- Ottocento (1959), sceneggiato televisivo, regia di Anton Giulio Majano, il personaggio è interpretato da Virna Lisi.
- Roma - processo alla Contessa di Castiglione (1960), programma televisivo, il personaggio è interpretato da Anna Maria Ferrero.
- Vita di Cavour (1967), sceneggiato televisivo, regia di Piero Schivazappa, il personaggio è interpretato da Laura Tavanti.
- La Castiglione (1975), sceneggiato televisivo, regia di Dante Guardamagna, il personaggio è interpretato da Manuela Kustermann.
- La contessa di Castiglione (2006), miniserie televisiva, regia di Josée Dayan, il personaggio è interpretato da Francesca Dellera.
- Il Tempo e la Storia, programma di approfondimento. Episodio 92 La contessa di Castiglione del 02/03/2015 con lo storico Gilles Pécout.
- Magnàmose tutto! (2017), programma televisivo, il personaggio è interpretato da Pamela Prati.
- (FR) Secrets d'histoire - Victor-Emmanuel II, le premier roi d'Italie, su tv5monde.com. (2021), documentario.
- Passato e Presente (2022), programma di approfondimento.

### Letteratura
- La contessa di Castiglione - romanzo di Massimo Grillandi del 1978.
- La Primula di Cavour - romanzo di Pietro Soria del 2002.
- Sherlock Holmes. La vestaglia della contessa di Castiglione - romanzo di G.P. Rossi del 2016.

## Omaggi
Nel 2011 il Comune della Spezia le ha intitolato il "Largo Virginia Oldoini" nei giardini di fronte al Conservatorio e già dal 2001 è stato collocato un busto in bronzo a lei dedicato, opera dell'artista Francesco Vaccarone, all'ingresso del palazzo (oggi Palazzo De Nobili) in cui abitava.
Il Comune di Castiglione Tinella rievoca annualmente la figura della Contessa di Castiglione, con l'evento "Virginia Day". A Castiglione Tinella è inoltre presente una mostra fotografica sulla sua figura storica; alla Contessa di Castiglione sono intitolate una associazione turistico-culturale, una terrazza presso l’edificio comunale e perfino dei dolci a base di nocciola delle Langhe chiamati “Contessine”.

### Esplicative
1. ↑  Petacco, pp. 109-112: “Nel giorno fissato per l’inaugurazione di una ricca giostra di cavalli di legno a Compiègne, tutta la «serie elegante» [gli invitati aristocratici] s’era data convegno nel maneggio del castello. […] Mi voltai sorpresa: l’Imperatore mi era presso e mi offriva il suo braccio. […] Di colpo, senza ch’io fossi minimamente prevenuta, mi prese per la vita e le sue labbra si posarono sui miei capelli, sul mio collo… «Oh! Sire… Sire…» dissi spaventata. Mi sollevò la testa e per tutta risposta mi diede un lungo bacio sulle labbra. […] Lo intesi anche mormorare bassissimo «A questa sera!» […] La serata mi parve lunghissima… […] Un po’ prima della mezzanotte, al momento in cui si ritirava, sentii l’Imperatore fissarmi con insistenza… Alzai gli occhi e mi accorsi di non essermi ingannata. Ma già si allontanava lentamente, con la testa inclinata, accarezzandosi con un gesto nervoso i lunghi baffi. […] Dopo qualche minuto mi ritirai alla mia volta, raggiunsi la mia nuova camera […] Attendevo… ma non dovetti aspettare troppo a lungo… Un leggero rumore indistinto colpì le mie orecchie e la porta, la terribile porta, dolcemente si aprì. Nell’inquadratura rischiarata dalla viva luce che proveniva dalla galleria, apparve l’Imperatore. […] Senza i suoi lunghi baffi neri avrei esitato a riconoscerlo […] vidi la sua ombra avvicinarsi al letto; si abbassò… chiusi gli occhi e il mio destino si compì… La situazione non si prolungò oltre misura e l’Imperatore ritrovò abbastanza prontamente la sua calma e la sua maestà. […] La porta si aperse: un grande chiarore mi colpì al viso… L’Imperatore scomparve, l’uscio si richiuse e io mi ritrovai sola. La pendola suonava le due. Aveva suonato la una e mezza quando la porta si era aperta per la prima volta… Era bastata una sola mezz’ora per fare di me un’imperatrice”.
2. ↑  L’incontro fu organizzato dallo scudiero del Re, Alfredo Castellengo, che mandò alla Castiglione un biglietto così concepito: Petacco, p. 161: “Il re verrà da voi fra le 10 e le 11. Gli ho promesso che lo riceverete con tutte le vostre grazie. Ha molto ammirato i vostri ritratti”.

### Bibliografiche
1. ↑  Petacco, p. 12.
2. ↑  Petacco, p. 13.
3. ↑  Petacco, pp. 13-14.
4. ↑  Petacco, p. 17.
5. ↑  Petacco, pp. 22-23.
6. ↑  Petacco, pp. 29-30.
7. ↑  Petacco, pp. 32-33.
8. ↑  Petacco, p. 48.
9. ↑  Petacco, p. 55.
10. ↑  Petacco, pp. 58-60.
11. ↑  Petacco, pp. 69-70.
12. ↑  Petacco, p. 71.
13. ↑  Petacco, pp. 72-74.
14. ↑  Petacco, p. 75.
15. ↑  Petacco, pp. 74-75, 78-80.
16. ↑  Porciani, p. 42.
17. ↑  Cavour, p. 256.
18. ↑  Petacco, p. 102.
19. 1 2 3 4 5 6  Fazzini.
20. ↑  Romeo, p. 323.
21. ↑  Petacco, pp. 95-96.
22. ↑  Petacco, p. 96.
23. ↑  Petacco, pp. 97, 100.
24. ↑  Petacco, pp. 106-109.
25. ↑  Petacco, p. 121.
26. ↑  Petacco, pp. 113-114.
27. ↑   Il Barone di Rimini - L’avventurosa vita di Giacomo Francesco Griscelli da Vezzani, su academia.edu. URL consultato il 18 giugno 2022.
28. ↑  Petacco, pp. 114-115.
29. ↑  Petacco, pp. 116-117.
30. ↑  Petacco, p. 117.
31. ↑   Tibaldi Paolo, in Dizionario Biografico degli italiani, su treccani.it. URL consultato il 23 giugno 2022.
32. ↑  Petacco, pp. 118-119.
33. ↑  Petacco, pp. 17, 129.
34. ↑  Petacco, pp. 130-131.
35. ↑  Petacco, pp. 131-132.
36. ↑  Petacco, pp. 138, 142.
37. ↑  Petacco, p. 147.
38. ↑  Petacco, pp. 151, 153.
39. ↑  Petacco, pp. 154-156.
40. ↑  Petacco, pp. 158-159.
41. ↑  Petacco, pp. 159-161.
42. ↑  Petacco, pp. 162-164.
43. ↑  Petacco, pp. 187-190.
44. ↑  Petacco, p. 201.
45. ↑  Petacco, pp. 201-203.
46. ↑  Petacco, pp. 203-206.
47. ↑  Petacco, p. 209.
48. ↑  Petacco, pp. 214-217.
49. ↑  Petacco, pp. 217-218.
50. ↑  Petacco, pp. 218-220.
51. ↑  Petacco, pp. 221-227.
52. ↑  Petacco, pp. 229-235.
53. ↑  Petacco, pp. 236, 240-242.
54. ↑  Petacco, pp. 243, 247.
55. ↑  Petacco, pp. 247-249.

### Sulla Castiglione
- Cesare Bertini, La contessa di Castiglione, romanzo vero, Roma, Cremonese, 1935.
- Adriana Baverini e Pia Spagiari, Virginia Oldoini, contessa di Castiglione, La Spezia, Luna Editore, 1999.
- Giuseppe Borghetti, L’ambasciatrice di Cavour, Roma, Maglione, 1930.
- Benedetta Craveri, La contessa. Virginia Verasis di Castiglione, Milano, Adelphi, 2021, ISBN 978-88-459-3619-7.
- Gianni Fazzini, OLDOINI, Virginia, contessa di Castiglione, in Dizionario biografico degli italiani, vol. 79, Roma, Istituto dell'Enciclopedia Italiana, 2013. URL consultato il 25 giugno 2022.
- Massimo Grillandi, La contessa di Castiglione, Milano, Rusconi, 1978.
- Anna Rita Guaitoli, La contessa di Castiglione. Il peso della bellezza, Roma, Epsylon Editrice, 2011, ISBN 978-88-96523-06-3.
- Mario Mazzucchelli, La contessa di Castiglione, Milano, Dall’Oglio, 1964.
- Robert de Montesquiou, La divina contessa, studio sulla signora di Castiglione, a cura di Maurizio Ferrara, Firenze, Passigli, 2021.
- Arrigo Petacco, L'amante dell'imperatore. Amori, intrighi e segreti della contessa di Castiglione, Milano, Mondadori, 2000, ISBN 88-04-48177-3.
- Alfredo Poggiolini, La contessa Verasis di Castiglione nel romanzo e nella realtà, La Spezia, Edizioni del Tridente, 1993.
- Giuseppe Scaraffia, Femme fatale, Firenze, Vallecchi, 2009, ISBN 978-88-8427-144-0.
- Lietta Tornabuoni, L'album della Contessa di Castiglione, Milano, Longanesi, 1980, SBN SBL0634578.

### Testi sul periodo storico citati nella voce
- Camillo Benso, conte di Cavour, Autoritratto. Lettere, diari, scritti e disocorsi, a cura di Adriano Viarengo, Milano, Rizzoli, 2010, ISBN 978-88-17-04260-4.
- Franca Porciani, Costantino Nigra. L’agente segreto del Risorgimento, Soveria Mannelli, Rubbettino, 2017.
- Rosario Romeo, Vita di Cavour, Roma-Bari, Laterza, 1998, ISBN 88-420-7491-8. Ristampa 2004.